# ラングラー (ジーンズ)

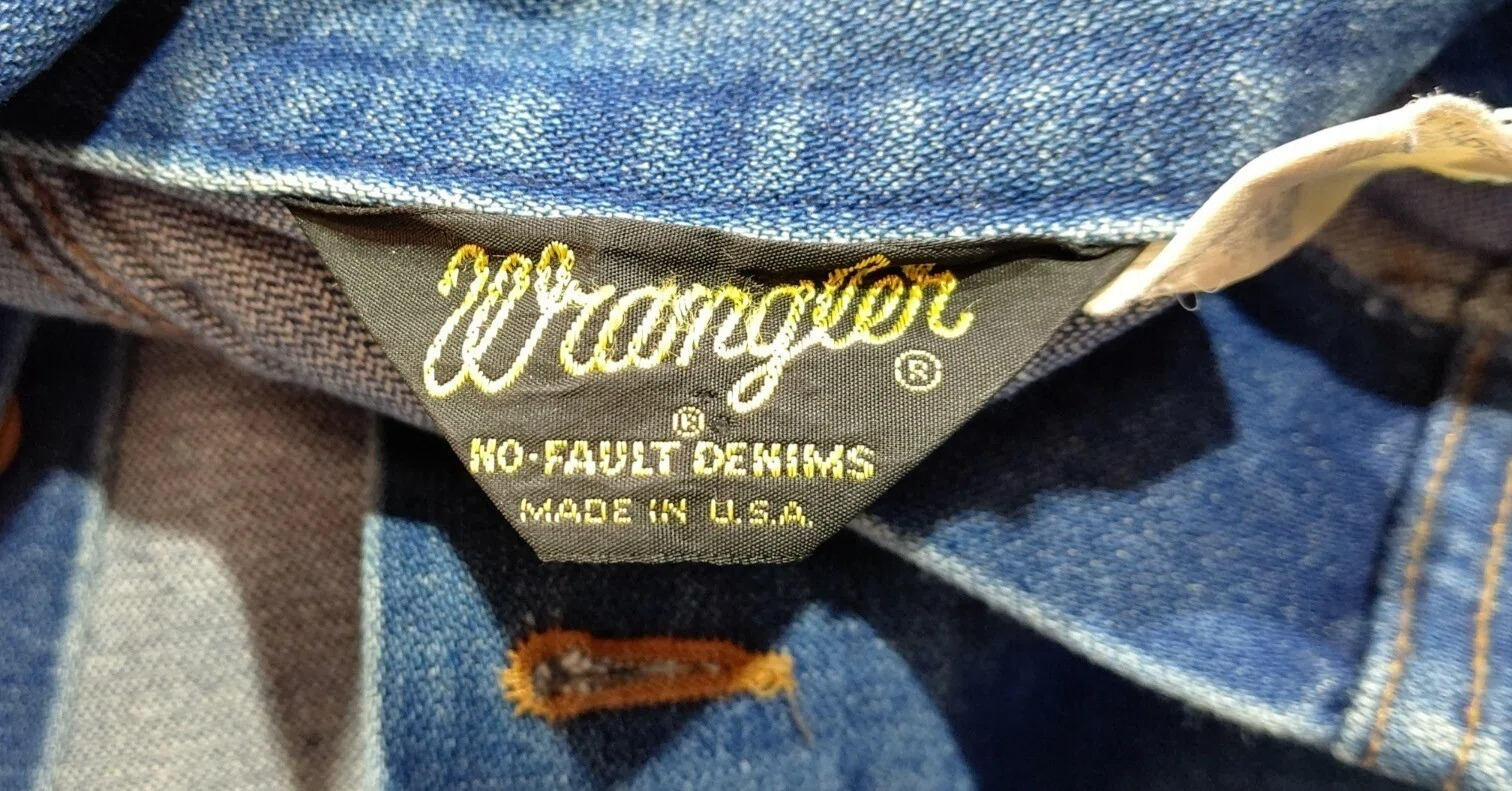
ラングラー三角タグ

ラングラー（Wrangler）は、カウボーイやロデオライダー向けジーンズで有名なジーンズブランド。リーバイス、リーと並んで、アメリカの3大ジーンズブランドの一つでもある。米国の大手老舗アパレル企業VF Corporationが所有。

## 概要
元々は、ノースカロライナ州グリーンズボロの作業着メーカーのブルーベル社のウエスタンウエア部門を担う一ブランドであった。ブルーベル社は、オーバーオール工場の労働者だったC.C.ハドソンが1904年に創業したハドソン・オーバーオール・カンパニーがその前身で、事業拡大にともない1919年にブルーベルに社名変更し、1943年に「ラングラー」の商標を持つ作業着会社ケーシー・ジョーンズ・カンパニーを買収して自社ブランドのひとつとした。ブルーベル社は1986年にアメリカの大手衣料企業のVFコーポレーションに買収され、消滅している。
エドウインがラングラーのポケットステッチのWの意匠を侵害しているとして訴訟が続いていたが、裁判の結果、エドウインは日本国内に限り、Wステッチを継続使用できることとなった。
ブランド創設時には、ハリウッド西部劇の衣装デザイナーであったロデオ・ベン（本名 Ben Lichenstein）を登用、当時作業着でしかなかったジーンズにテーラード・カッティングとファッション性をもたらした。
鞍（サドル）に傷をつけないようリベットの突起をなくし、サドルに座った状態で楽なように股上を深くしてある。また、ウエスタン独特の大きなバックルが装着しやすいよう、前面のベルトループの幅が広くなっている。オリジナル・スタンダードの11MW（Men's Western）やロデオ協会公認の13MWZ（よじれにくいブロークン・デニム採用）やファッション性を重視したスリムタイプの936などがある。また、20Xと言うファッション性を重視したブランドも立ち上げられている。ジーンズ・ジャケットの111MJは、ジョン・レノンが愛用していたことで有名である。

## 日本における販売
日本では1971年10月4日に、リーバイスとのライセンス交渉で決裂したヴァンヂャケット、東洋紡、三菱商事らの出資により「ラングラー・ジャパン」を設立し国内向けのライセンス製品を展開した。
創立者は、ヴァンヂャケットの石津謙介が若い頃に働いていた中国天津の輸入雑貨洋品店「大川洋行」を立ち上げた大川正雄の弟、大川照雄である。取締役には南カリフォルニア工科大学でマーケティングや社会心理学を学んだ経歴を持つ岡野興夫などが就いた。ラングラー・ジャパンでは、石津が1973年にフランスで見た完全漂白のジーンズをヒントに独自商品の「アイス・ウォッシュ」デニムをリリースした。
「ラングラー・ジャパン」は、ブルーベル社がVFコーポレーションに買収された数年後の1999年には「VFジャパン」と社名を変更して営業を継続していたが2000年に解散、現在日本におけるラングラーブランドの商品権利はエドウイン傘下の「Lee Japan」が保持している。

## マーベリック
ブルーベル社は、ラングラーの他に量販流通向けとしてマーベリック（MAVERICK、ポケットステッチ意匠は「M」）というウエスタン ジーンズ・ブランドも展開していた。このブランドは少なくとも1980年代前半までは存在したという。